# Gastrotheca weinlandii
Espèce
Synonymes
- Nototrema weinlandii Steindachner, 1892
- Hyla pusilla Melin, 1941

Statut de conservation UICN

 LC  : Préoccupation mineure
Gastrotheca weinlandii est une espèce d'amphibiens de la famille des Hemiphractidae.

## Répartition
Cette espèce se rencontre de 1 100 à 2 370 m d'altitude :
- au Pérou dans la région d'Amazonas sur le versant amazonien de la cordillère des Andes ;
- en Équateur sur le versant amazonien de la cordillère Orientale ;
- en Colombie dans les départements de Caquetá, de Huila, de Cauca, de Nariño et de Putumayo dans la cordillère Orientale.

## Étymologie
Cette espèce est nommée en l'honneur de David Friedrich Weinland.

## Publication originale
- Steindachner, 1892 : Über zwei noch unbreschriebene Nototrema-Arten aus Ecuador und Bolivia. Sitzungsberichte der Kaiserlichen Akademie der Wissenschaften, Mathematisch-Naturwissenschaftliche Classe, vol. 101, p. 837-842 (texte intégral).